# Véronique Gazeau
Véronique Gazeau, née le 2 janvier 1953, est une médiéviste française.

## Biographie
Professeur d'histoire médiévale à l'université de Caen, elle est notamment titulaire d'un CAPES d'histoire-géographie et d'un doctorat de 3e cycle en histoire médiévale, obtenu à l'université de Caen en 1987, qui portait sur « Monachisme et aristocratie au onzième siècle : l'exemple de la famille de Beaumont ».
Le 14 décembre 2002, elle a soutenu un dossier d'Habilitation à diriger des recherches intitulé « Recherches sur l’histoire de la principauté normande (911-1204) » présenté à l’université Panthéon-Sorbonne devant un jury composé de François Neveux, professeur à l’université Caen-Normandie, président ; Michel Parisse, professeur à l’université Panthéon-Sorbonne, rapporteur ; Mathieu Arnoux, professeur à l’université Paris-Diderot ; David Bates, professeur à l’université de Glasgow ; René Locatelli, professeur émérite à l’université de Franche-Comté ; Claude Lorren, professeur à l’université Caen-Normandie.
Elle a été directrice de l'Institut d'Histoire du Moyen Âge de l'université Caen-Normandie, elle est également membre du Centre de recherches archéologiques et historiques anciennes et médiévales (CRAHAM). En 2010, elle a été désignée par la médiéviste Régine Le Jan pour lui succéder comme présidente de la SHMESP (Société des historiens médiévistes de l'enseignement supérieur public), fonction qu'elle occupe jusqu'en 2016. L'importance de ses travaux de recherche lui a valu de siéger 8 années à la Commission 32 (mondes anciens) du CNRS, qu'elle a présidée 4 années durant, et de siéger au jury de l'IUF (2010-2011), pour la promotion des meilleurs médiévistes. Elle est aussi présidente de la Société d'histoire du droit et des institutions des pays de l'ouest de la France depuis 2004, et membre du CTHS (Comité des travaux historiques et scientifiques). Depuis 2008, elle siège au comité éditorial du Journal of Medieval History.
Son travail porte principalement sur les abbés normands entre 950 et 1150 environ.

## Publication
- Normannia monastica (Xe – XIIe siècle) : I-Princes normands et abbés bénédictins / II-Prosopographie des abbés bénédictins  (préf. David Bates et Michel Parisse), Caen, Publications du CRAHM, 2007, 492 - 403 p. (ISBN 978-2-902685-38-7)